# Brännögård
Brännögård är en småort på gränsen mellan Torups distrikt (Torups socken) och Kinnareds distrikt (Kinnareds socken) i Hylte kommun, Hallands län. Orten ligger fem kilometer norr om Torup.

## Historia
Redan på 1700-talet fanns en kvarn vid Kilans vattenfall. I mitten på 1800-talet ombyggdes kvarn och såg och en spånhyvel installerades. År 1901 grundades Brännö Väveri AB och ett bomullsväveri ersatte den gamla sågen och kvarnen. Fabriken hade 248 vävstolar och ända upp till 150 personer var anställda. Bostäder byggdes och de så kallade kasernerna är från denna tid. Lönsamheten minskade och 1935 lades väveriet ner. I slutet av 1930-talet övertogs lokalerna av AB Isacsons Wellemballage i Göteborg. Denna industri har sedan blivit bestående på orten.

Söder om Brännögård ligger Brännö säteri med åtminstone 300-åriga anor.

## Näringsliv
Wellpappindustrin ägs numera av det internationella företaget Smurfit Kappa som tillverkar förpackningar av wellpapp.